# Kyusa-Kyaran
Kyusa-Kyaran är en ort i Azerbajdzjan.   Den ligger i distriktet Lerik Rayonu, i den södra delen av landet, 220 km sydväst om huvudstaden Baku. Kyusa-Kyaran ligger 1 420 meter över havet och antalet invånare är 715.
Terrängen runt Kyusa-Kyaran är kuperad åt sydväst, men åt nordost är den bergig. Närmaste större samhälle är Lerik, 14,1 km nordväst om Kyusa-Kyaran. 
Trakten runt Kyusa-Kyaran består i huvudsak av gräsmarker. Runt Kyusa-Kyaran är det ganska tätbefolkat, med 60 invånare per kvadratkilometer.